# Крајпуташ Јанку Павловићу у Богданици
Крајпуташ Јанку Павловићу у Богданици (општина Горњи Милановац) налази се на међи Богданице и Тометиног Поља, са десне стране пута гледано према Маљену. Пут уједно представља административну границу између две општине - горњомилановачке и пожешке. Крајпуташ је подигнут у спомен војнику Јанку Павловићу који је изгубио живот у српско-бугарском рату 1885. године. 

## Опис
С предње стране споменика приказана је стојећа фигура војника око чије главе су уклесани име и презиме. У лучно засвођеном пољу на полеђини споменика уклесан је епитаф изнад кога је рељефни крст. Текст се наставља на бочним странама, укомпонован са симболично-декоративним орнаментима.

### Материјал, димензије и стање
Крајпуташ је исклесан од сивог пешчара доброг квалитета. Димензије стуба износе 135х40х20 cm, а покривке 10х50х57 cm. Споменик је релативно добро очуван.

### Ликовни садржај
С предње стране споменика приказана је стојећа фигура војника са шајкачом, пушком на рамену и бајонетом о опасачу. Униформа је веома детаљно обрађена. На левој страни груди војник има медаљу - верно приказану Споменицу на рат 1885−1886 године. На полеђини споменика су два профилисана рељефна крста, а на бочним странама урези декоративних крстова на постољима и стилизована винова лоза са грожђем.

## Епитаф
На полеђини споменика уклесан је текст у 16 редова. Натпис гласи:
ЈАНКО ПАВЛОВИЋ ИЗ БОГДАНИЦЕ ЖИВИЈО 26 Г. А ПОГИБЕ 4-ог НОВЕМБРА 1885. Г. У СРПСКОБУГАРСКОМЕ РАТУ НА ВЛАДИСАВЦИМА БРАНЕЋИ СРПСКУ ОТАЏБИНУ ОСТАШЕ МУ КОСТИ НА БОЈНОМ ПОЉУ.
Текст се наставља левој бочној страни:
ОВАЈ ПУТНИ СПОМЕН СПОДИЖЕ ЊЕГОВА ЈЕДИНА ЋЕРКА ЉЕПОСАВА СА СВОИМ МУЖЕМ ИЛИЈОМ РАДОВАНОВИЋА ИЗ ТОМЕТИНЕ ПОЉА У 1907. Г.
При дну десне бочне стране је потпис пожешког каменоресца Вељка Јанковића из села Љутице који је споменик израдио заједно са сином.